# Palæogen
Palæogen (græsk: palaios, dansk: ~ gammel og -genēs, dansk: ~ født) dækker tidsperioden fra 65,5 millioner til 23,0 millioner år siden. I 1968 indførte den Internationale Stratigrafiske Kommission Palæogen, der afløste den ældste del af tertiærtiden. Tertiær blev fra da af en uformel betegnelse.
Igennem den palæogene periode har pattedyr udviklet sig fra små simple former til mange forskellige efter K/Pg-grænsen. De fleste andre klasser af hvirveldyr har ikke ændret sig meget. Nogle af pattedyrene udviklede sig til store former som dominerede landjorden, mens andre tilpasser sig til at leve i havet og til flyvning.
Fugle udviklede sig også betydeligt gennem denne periode og der var repræsentanter for alle de ordener, som vi har i dag. Andre klasser af hvirveldyr udviklede sig ikke så meget i sammenligning med pattedyr og fugle.
Der er et sammenfald mellem at atmosfærens iltindhold steg drastisk (fra en iltkoncentration på ca. 17 til 21%) for ca. 50 millioner år siden og den kraftigt øgede diversitet af placentale pattedyr (inkl. mennesket). Pattedyr og fugle har i forhold til krybdyr ca. 3–6 gange så stort iltbehov til stofskiftet pr. kropsvægt. Man ved ikke præcis hvorfor iltindholdet steg, men det faldt også sammen med kiselalgernes opblomstring. Store pattedyr ville ikke have været muligt uden den højere iltkoncentration.
Der er fundet gigantiske skildpadder, krokodiller og én slanges ryghvirvler estimeret til en total længde på 13 meter, estimeret vægt på 1135 kg (interval: 652..1819 kg) og kaldet titanoboa. De blev fundet i Cerrejón formationen i det nordøstlige af Colombia.
Fra ca. 45 millioner og ca. 23 millioner år tilbage steg iltindholdet til hele 23% og faldt derefter til det nuværende på 21%.
Noget kontinentaldrift er der sket i Palæogen, f.eks. åbnede Nordatlanten sig så Grønland og Norge blev adskilt. Klimaet blev koldere i løbet af Palæogen og de epikontinentale have trak sig ud af Nordamerika tidligt i denne periode.